# Sekai no Owari
Sekai no Owari (Literalmente "El Fin del Mundo", estilizada como SEKAI NO OWARI ) es una banda de pop japonesa, originaria de Tokio. La banda se formó en 2005 y tiene cuatro miembros: Nakajin, Fukase, Saori y DJ Love. 
Desde su debut, han lanzado 3 álbumes y varios sencillos, además de aparecer en su propio documental 'TOKYO FANTASY'. La banda se ha presentado en el renombrado Nissan Stadium, la sala de conciertos más grande de Japón y actualmente se considera uno de los actos musicales más importantes de Japón. Sus actuaciones en vivo y conciertos también están sujetos a elogios, siendo considerados unos de los eventos musicales producidos de mayor calidad en todo el mundo, a menudo comparados con festivales de música como Tomorrowland y Ultra Music Festival. Los miembros de la banda también han producido y escrito otro contenido para varios cantantes y grupos japoneses y el vocalista Fukase ha inspirado un personaje Vocaloid sintetizado de sí mismo. 
En 2016, la banda anunció sus planes para debutar internacionalmente con un álbum en inglés que se lanzará en 2019. La banda ha colaborado previamente con otros artistas de renombre mundial como DNCE, Owl City, Nicky Romero y Epik High. 

## Historia

### 2007–2009: formación y debut independiente
Fukase y Saori se conocían desde la guardería y conocieron a Nakajin en la escuela primaria. Juntos, los tres comenzaron una banda a una edad temprana mientras todavía estaban en la escuela secundaria inspirados por bandas profesionales de alto nivel como Bump of Chicken. Más tarde, conocieron a DJ Love, que se agregó a la formación original como un DJ que reemplazó a Fukase, quien debía asumir el concepto de payaso, este papel fue transmitido a DJ Love y Fukase se convirtió en el vocalista principal, mientras que Nakajin y Saori se convirtieron en el guitarrista y pianista de la banda respectivamente. Comenzando como una banda independiente, realizaron su primer concierto en vivo en su propia casa en vivo 'Club Earth' con 15 personas que asistieron. La banda autoprodujo su primer demo, Sekai no Owari, con una edición limitada de 1,000 copias. Fukase, vocalista, nombró a la banda Sekai no Owari porque "Una vez que has experimentado el fondo (el lado negativo de tu vida), tienes que encontrar una manera de subir (el lado positivo). Así que llamé a mi banda El Fin del Mundo para crear la fuerza [que necesitaba] a través de la música". 

### 2010–2011: Primer álbum, Nippon Budokan y debut en grandes sellos
Sekai no Owari lanzó su primer álbum EARTH bajo el sello independiente Lastrum. El álbum alcanzó el número 15 en las listas de Oricon Weekly Album y la banda comenzó a hacerse popular en la escena indie japonesa en 2010. 
La banda comenzó a recorrer Japón con sus dos primeras giras 'Heart the eartH TOUR' y 'One-Man fall tour' mientras lanzaban simultáneamente su primer sencillo doble del lado A 'Tenshi to Akuma / Fantasy' que alcanzó el número 8 en la Lista de Sencillos de Oricon. En agosto de 2011, Sekai no Owari realizó un concierto en solitario en el Nippon Budokan y firmó con el importante sello Toy's Factory, casa de la misma banda veterana Bump of Chicken. 
La banda cambió su nombre original '世界の終わり (Sekai no Owari)' a la versión romanizada SEKAI NO OWARI. 

### 2012–2014:Entretenimiento, giras nacionales y popularidad creciente
Después de firmar con Toy's Factory, SEKAI NO OWARI lanzó dos sencillos en 2011. Los sencillos titulados 'INORI' y 'Starlight Parade' alcanzaron el número 13 y 16 respectivamente. La banda se embarcó en su próxima gira 'SEKAI NO OWARI TOUR 2011'. Al año siguiente lanzaron su próximo sencillo "Nemurihime" (眠 り 姫, "La bella durmiente") que alcanzó 4 en las listas de Sencillos de Oricon y se incluyó en el nuevo álbum en el que la banda estaba trabajando. 
En julio de 2012, la banda lanzó su segundo álbum y primer álbum de estudio importante ENTERTAINMENT que alcanzó el número 2 en las listas de Oricon. Para apoyar el lanzamiento del álbum, la banda también realizó una gira por 'Arena Tour 2013 Entertainment en Kokuritsu Yoyogi Daiichi Taiikukan' y 'ARENA TOUR 2013' ENTERTAINMENT. La banda lanzó dos sencillos más en 2013, el primero 'RPG' alcanzó el número 2 en las listas de Oricon y el número 1 en el Billboard Japan Hot 100 y más tarde recibió la certificación de doble platino de RIAJ por más de 250,000 copias vendidas. El segundo sencillo 'Death Disco' fue lanzado solo como un sencillo digital y alcanzó el número 20 en el Billboard Japan Hot 100. 
En 2013, realizaron su primer evento en vivo al aire libre, Fire and Forest Carnival reuniendo a un total de 60,000 personas, su mayor audiencia en ese momento.
Después de terminar sus actividades de gira, SEKAI NO OWARI reanudó las actividades de grabación lanzando 3 sencillos diferentes durante 2014. El primer sencillo 'Snow Magic Fantasy' alcanzó el número 1 y fue certificado oro por la RIAJ. El siguiente sencillo 'Honō to Mori no Carnival' (炎と森のカーニバル) fue lanzado casi 3 meses después y alcanzó el número 2 en las listas de Oricon, una vez más certificado por el RIAJ. En octubre de 2014, la banda colaboró con Owl City en una nueva canción, titulada "Tokyo". Fue lanzada en Republic Records, una división de UMG Recordings, Inc. La canción fue luego puesta en el quinto álbum de estudio de Owl City, Mobile Orchestra, en Japón. En noviembre, lanzaron un sencillo 'Dragon Night', que fue producido por el DJ holandés Nicky Romero.

### 2015-presente:Tree, actividades en el extranjero y debut internacional
En enero de 2015, Sekai no Owari lanzó su tercer álbum, Tree, 2 años y 7 meses después de su álbum anterior. El álbum encabezó la lista en el número 1, y alcanzó 1 millón de ventas en total de ventas físicas y descargas digitales. 
Sekai no Owari celebró un espectáculo de dos días, Twilight City en el Nissan Stadium, la sala de conciertos más grande de Japón en julio de 2015. Twilight City fue un evento de dos días con 70,000 personas cada día para un total de 140,000 y es hasta la fecha su mayor audiencia recibida. La estrella del pop estadounidense Austin Mahone se unió al espectáculo como acto invitado. Una versión en inglés de su exitosa canción 'Dragon Night' fue lanzada en su canal de YouTube en junio.
Sus siguientes sencillos "Anti-Hero" y "SOS" se utilizaron como temas de las películas Attack on Titan y Attack on Titan: End of the World, respectivamente, y ambos vendieron 100.000 copias con 'SOS' alcanzando nuevamente el número uno en las listas de álbumes de Oricon siendo la tercera vez que la banda lo logra. Ambas canciones están completamente en inglés.
En agosto de 2015, se anunció que se produciría una voz Vocaloid para el motor Vocaloid 4 basada en Fukase.
En septiembre de 2015, Sekai no Owari se convirtió en el primer acto japonés en actuar para MTV World Stage Malaysia 2015 frente a 20,000 personas. Interpretaron 5 canciones: ANTI-HERO, Death Disco, SOS, Mr.Heartache y Dragon Night. Más tarde, Sekai no Owari realizó un evento especial en vivo en Taiwán con el apoyo de KKBOX y también fue invitado a actuar en los prestigiosos 'KKBOX Music Awards' de Taiwán en representación de Japón.
A finales de marzo de 2016, Sekai no Owari anunció sus planes para debutar en los Estados Unidos trabajando en un álbum en inglés que se planeó inicialmente para 2017. En diciembre de 2018, los miembros anunciaron en las redes sociales que su álbum en inglés, Chameleon, se lanzaría en la primavera de 2019 utilizando la versión en inglés de su nombre, "End of the World", trabajando con los famosos productores Nicky Romero, Clean Bandit y Owl City. La banda lanzó dos álbumes japoneses el 27 de febrero de 2019, con el primero titulado  Eye (mostrando el lado salvaje de la banda) y el segundo titulado Lip (con su característico sonido pop).

## Estilo musical
SEKAI NO OWARI comenzó como una banda de rock alternativo, pero más tarde adoptó conceptos de J-pop y desde entonces ha experimentado con otros géneros. Aunque su música ha cambiado drásticamente durante los años, en una entrevista especial con el canal oficial de música de Instagram, la banda expresó su deseo de "no ser arrojados a ninguna caja en particular..." ya que tienen un sonido muy diverso. La música de la banda puede variar desde electro-pop hasta jazz, rock y música clásica. 
La banda en general adopta un concepto vívido inspirado en la fantasía para alegrar a su audiencia. 
SEKAI NO OWARI se presenta internacionalmente como "End of the World". Tienen varias canciones en inglés, para llegar mejor a una audiencia internacional. La banda ha declarado en entrevistas que sienten que una audiencia no japonesa no se conectará tan bien con la música japonesa, por lo que intentan escribir música en inglés desde una perspectiva diferente.
El guitarrista y productor de sonido Nakajin también ha contribuido con voces. Escribió e interpretó "TONIGHT" y "Honō no Senshi" (炎の戦士) del segundo álbum de SEKAI NO OWARI, Entertainment, así como "Goodbye", de su álbum Lip, y "Doppelganger", de su álbum Eye. 

## Miembros de la banda
- Shin'ichi Nakajima (中島真一, Nakashima Shinichi ), apodado "Nakajin" - líder, voz, coro, producción de sonido, guitarra solista, instrumentos de cuerda
- Satoshi Fukase (深瀬慧, Fukase Satoshi ) - voz principal, concepto de grupo, guitarra rítmica, bajo
- Saori Fujisaki (藤崎彩織, Fujisaki Saori ) - piano, acordeón, producción teatral
- DJ Love - DJ, elección de sonido, charla cómica, bajo[20]

## Discografía

### Álbumes
- Earth (2010)
- Entertainment (2012)
- Tree (2015)
- Lip (2019)
- Eye (2019)
- Chameleon (como End of the World, 2019)
- scent of memory (2021)
- Nautilus (2024)

### Individual
- Maboroshi no Inochi (2010)
- Tenshi to Akuma / Fantasy (2010)
- INORI (2011)
- Starlight Parade (2011)
- Nemuri hime (2012)
- RPG (2013)
- Death Disco (2013)
- Snow Magic Fantasy (2014)
- Honō to Mori no Carnival (2014)
- Dragon Night (2014)
- ANTI-HERO (2015)
- SOS / Present (2015)
- Hey Ho (2016)
- RAIN (2017)
- Sasanka (2018)

### Descargas digitales
- Dragon Night English ver.
- Mr.Heartache
- One More Night
- Stargazer
- Sleeping Beauty
- Lost (feat. Clean Bandit)